# 國立臺北科技大學附屬桃園農工高級中等學校
國立臺北科技大學附屬桃園農工高級中等學校（英語：The Affiliated Taoyuan Agricultural & Industrial Senior High School of National Taipei University of Technology），簡稱北科附工，舊稱桃園農工，是一所位於桃園市桃園區的技術型高中，前身為國立桃園高級農工職業學校，於2016年改隸國立臺北科技大學至今。

## 校史
1938年創建新竹州立桃園農業學校，校地29公頃。1945年更名為臺灣省立桃園農業職業學校。1954年更名為臺灣省立桃園農業職業示範學校。1962年設立實用技藝訓練中心，辦理海外青年技術訓練班（1963年－1978年）。1967年停辦初級部，並更名為臺灣省立桃園高級農工職業學校。1969年以4.5公頃校地提供桃園縣政府興建桃園縣立體育館（巨蛋體育館）交換虎頭山14公頃林地。1972年增設補校。1976年辦理高工實驗班，專授國軍官兵弟子之技藝教育。1987年桃園學苑落成專收桃園區學生住宿。1990年成立臺灣省北區工職技術教學中心。1992年於桃園少年輔育院內成立高級工業職業進修補習學校分校（厚德補校）。2000年更名國立桃園高級農工職業學校，附設高級工業職業補習學校更名為附設高級工業職業進修學校。2016年改制為國立臺北科技大學附屬桃園農工高級中等學校。

## 歷任校長
|          | 歷任校長    | 起訖時間                       |
| -------- | ----------- | ------------------------------ |
| 第 一 任 | 西崎 茂     | 1938年4月 至 1941年8月         |
| 第 二 任 | 猿渡 甚喜   | 1941年8月26日 至 1945年3月31日 |
| 代理校長 | 帆刈 三喜男 | 1945年3月31日 至 1945年9月     |
| 代理校長 | 黃朝儀      | 1945年9月 至 1945年10月        |
| 第 一 任 | 吳太平      | 1945年10月 至 1946年2月        |
| 第 二 任 | 林策        | 1946年2月 至 1946年12月        |
| 第 三 任 | 李章伯      | 1946年12月 至 1949年7月        |
| 第 四 任 | 彭家瑞      | 1949年8月 至 1956年7月         |
| 第 五 任 | 王念烈      | 1956年8月 至 1978年1月         |
| 第 六 任 | 唐山        | 1978年2月 至 1985年7月         |
| 第 七 任 | 馮堯春      | 1985年8月 至 1988年1月         |
| 第 八 任 | 呂理福      | 1988年2月 至 1996年7月         |
| 第 九 任 | 胡鍊輝      | 1996年8月 至 1999年7月         |
| 第 十 任 | 張夢麒      | 1999年8月 至 2002年1月         |
| 第十一任 | 洪昭義      | 2002年2月 至 2008年8月         |
| 第十二任 | 徐國樹      | 2008年8月至2016年7月           |
| 第十三任 | 陳勝利      | 2016年8月至2023年7月           |
| 代理校長 | 莊士鋒      | 2023年8月至2024年7月           |
| 第十四任 | 楊青山      | 2024年8月至今                  |

## 教學單位
日間部設立科別涵蓋農業群、機械群、化工群、動力機械群、電機電子群等。農業群設有農場經營科、園藝科、造園技術學程（實用技能班）、畜產保健科。機械群設有機械科、模具科、生物產業機電科。動力機械群設有汽車科、動力機械科。電機電子群設有電機科、
電子科。化工群設有化工科。服務群設有綜合職能科，學術群設有體育班。夜間部包含重點產業專班及模具高職重點產業類科專班。進修學校設有電子科、電機科、機械科、化工科、汽車科、模具科。

## 校服

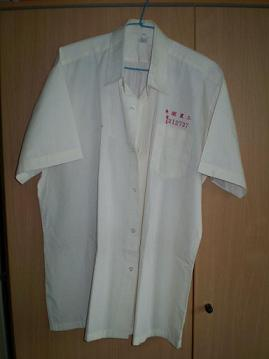
桃園農工日間部學生制服

國立臺北科技大學附屬桃園農工高級中等學校日間部學生制服上衣為米白色；長褲為深藍色（男）、黑色（女）。運動服上衣領口、衣服雙邊為藍色，其餘為白色；長褲則為藍紫色。國立臺北科技大學附屬桃園農工高級中等學校附設（夜間）進修學校學生制服上衣為白色、灰白色長褲。運動服領口、雙邊為紅色，其餘為白色

## 建築
耕耘雕塑位於左側維也納森林，紀念桃園農工60周年校慶，成長雕塑位於樂群堂右前方，紀念桃園農工65周年校慶，「實質剛健-大道場精神」雕塑位於樂群堂左前方，紀念桃園農工70周年校慶，由桃園農工校友會建贈。聞雞起舞雕塑位於生物產業機電科與操場旁。
同心園（生態池）屬行政大樓附屬建物，有養魚，兩邊有小亭。努力不懈雕塑位於桃園農工行政大樓旁。長青花廊位於行政大樓左側籃球場旁。蔣介石銅像位於大門廣場，行政大樓前方。
元首植樹位於右側維也納森林，陳水扁總統陪同尼加拉瓜共和國總統博拉紐參訪時所種植的。
樂群堂2019年8月整修完成，位於圖書館旁，1樓兼餐廳以及校史館，2樓為日間部週會及新生訓練或其他重大會議使用之大禮堂。圖書館位於樂群堂旁邊。萬蝶仙境位於耕讀樓與蝴蝶館（現已改為崇學樓）中間。
操場是三百公尺跑道，2019年改為四百公尺跑道。籃球場在活動中心後面，有兩個標準場地，6個籃框。是桃園農工學生日常運動的場所。
桃園學苑是桃園農工桃園區學生宿舍。旁邊有籃球場及排球場，是桃園農工學生日常運動的場所。
耕讀樓為農業類科學生平時室內上課地點，也因此被稱部份師生稱為農科大樓。育賢樓位於耕讀樓後面，一樓為綜合職能科上課教室，二樓前半部分為輔導室後半部分為電腦教室上課地點。

## 外部連結
* 國立臺北科技大學附屬桃園農工高級中等學校（页面存档备份，存于）

### 網站
- 國立臺北科技大學附屬桃園農工高級中等學校（页面存档备份，存于）
- 臺灣北區技術教學中心（页面存档备份，存于）
- 國立臺北科技大學附屬桃園農工高級中等學校附設高級工業職業進修學校（页面存档备份，存于）
- 國立臺北科技大學附屬桃園農工高級中等學校校友會（页面存档备份，存于）
- 國立臺北科技大學附屬桃園農工高級中等學校圖書館

### 網路佈告欄（BBS）
- 北科附工楓飄憶情BBS （页面存档备份，存于）